# Manoir de Bréhet
Le manoir de Bréhet est une maison noble qui se situe sur la commune de La Turballe, dans le département français de la Loire-Atlantique.

## Nom
Bréhet est le nom de sainte Brigitte en breton.

## Présentation
La seigneurie de Bréhet relève sous l'Ancien Régime de la sénéchaussée de Guérande, avec droit de basse justice et de moyenne justice. Elle possède alors des œillets dans les marais salants de Guérande et un moulin relevant de la baronnie de Campzillon.
L'architecture du manoir permet de le dater du XVIIe siècle. L'historien Fernand Guériff en donne la description suivante : « un corps de bâtiment flanqué de deux pavillons identiques, toutes les pièces donnant au midi, alors qu'un long couloir au nord les desservait au rez-de-chaussée comme à l'étage. Les lucarnes des pavillons, avec leurs frontons arrondis, sont nettement de cette époque - deux autres lucarnes se retrouvent à la façade nord. Quant à celles de la façade sud, elles ont été reconstruites ainsi que le toit à la suite d'un incendie, fin du XIXe siècle, dans le style à la mode de cette époque. Le linteau de la porte d'entrée, avec deux blasons complètement effacés, ne paraît pas provenir de la construction primitive. Un beau puits octogonal en granit orne la cour : il porte sur une des faces un écusson mutilé sur lequel on croit reconnaître la croix et l'étoile du blason des de Combles ».
Il est à ce jour la propriété de la famille Chabalier. Le camping Sainte-Brigitte, attenant à la propriété, ouvre en 1963, suivant le concept de tourisme rural.